# Jens Fjellström
Jens Åke Alexander Fjellström (Umeå, 27 ottobre 1966) è un opinionista ed ex calciatore svedese, di ruolo centrocampista.
Dopo aver giocato più di 200 partite nel campionato svedese, ha intrapreso l'attività di opinionista sportivo presso la pay TV C More e presso l'emittente TV4. Ha lasciato il suo ruolo televisivo nel luglio 2016, quando è entrato a far parte dello staff tecnico del Malmö FF come assistente dell'allenatore Allan Kuhn.